# Brigade mobile de la Police judiciaire
Pour les articles homonymes, voir Brigade mobile.
 (janvier 2021).
La Brigade mobile de la Police judiciaire (BMPJ) est une brigade de police judiciaire de police algérienne faisant partie de la DGSN.

## Historique
Les brigades mobiles de la Police judiciaire (BMPJ) ont vu le jour en 1995 pour venir épauler les membres de l'office national de répression du banditisme (ONRB) les fameux "ninjas" qui se chargeaient de la partie intervention.
Les policiers de la BMPJ ont donc reçu des formations très avancées avec leurs collègues de l'ONRB, ils étaient les principales unités anti-terroristes en Algérie.
À la suite de la dissolution de l'ONRB et de la création de la BRI et du GOSP. La BMPJ actuellement s'est plus tourné vers le judiciaire que l'anti-terrorisme, de plus elle épaule la brigade de répression du banditisme.
Les BMPJ sont actuellement répartis sur tout le territoire algérien, chaque wilaya possède au moins une brigade.

## Missions
La BMPJ ont pour mission :
- L'enquête judiciaire (affaires criminelles, affaires économiques et financières, police technique et scientifique...)[1]
- L'arrestation de suspects ou de criminels[2]
- La lutte anti-terroriste[3]
- La répression du trafic de drogues, d'armes, explosifs et matières sensibles[4].
- La recherche des personnes recherchées ou en fuite
- La lutte contre la cyber-criminalité et les fraudes aux cartes bancaires[5]
- La lutte contre le blanchiment d'argent[5]
- La lutte contre le trafic de stupéfiants[6]
- La lutte contre la fausse monnaie et les contrefaçons
- La lutte contre les trafics de véhicules volés et des documents administratifs
- La recherche et l'enquête lors de disparitions inquiétantes de personnes[7]

## Organisation
Les BMPJ sont présentes dans toutes les wilayas d'Algérie, on retrouve plusieurs divisions comme la police scientifique et technique, la section de recherche et d'investigation...
Les brigades de répression du banditisme (BRB) appartiennent également à la BMPJ, ces derniers ont pour mission la lutte contre la criminalité et la banditisme, l'action coup de poing, l'interpellation d'individu, le contrôle et la patrouille.

## Armement et équipement

### Armement

#### Arme de poing
- Beretta 92
- Glock 17
- Glock 18

#### Fusil d'assaut
- AKM-59

#### Autres
- Pistolet à impulsion électrique
- Bâton télescopique
- menottes

### Équipement individuel
Les policiers de la BMPJ sont soit en uniforme réglementaire de la police (à la différence qu'ils ont le patch de la BMPJ), soit ils sont en civil soit avec un brassard "police", soit avec une plaque de police ou soit avec un gilet où il est écrit "police".
- Combinaison bleu foncé
- Ceinturon
- Gilet pare-balles
- Holster
- Rangers
- Casquette

### Véhicules
Les BMPJ utilisent soit les véhicules de police classiques, soit des véhicules banalisés.

## Liens
- liberte-algerie.com, « Arrestation de cinq dealers: Toute l'actualité sur liberte-algerie.com »(Archive.org • Wikiwix • Archive.is • Google • Que faire ?), sur liberte-algerie.com (consulté le 17 juin 2019)
- « COUP DE FILET DE LA BMPJ DE SAOULA », sur Djazairess (consulté le 17 juin 2019)
- liberte-algerie.com, « Inauguration du siège d'une BMPJ à Hammam Debagh: Toute l'actualité sur liberte-algerie.com »(Archive.org • Wikiwix • Archive.is • Google • Que faire ?), sur liberte-algerie.com (consulté le 17 juin 2019)
- « Constantine: Démantèlement d’un réseau international de trafic de véhicules »(Archive.org • Wikiwix • Archive.is • Google • Que faire ?), sur ALG24, 20 juin 2018 (consulté le 17 juin 2019)
- « Saisie de 400 comprimés psychotropes, une arrestation - Algérie360.com », 24 avril 2019 (consulté le 17 juin 2019)
- « Oran: démantèlement d'une cellule de recrutement pour le groupe terroriste Etat Islamique », sur Al HuffPost Maghreb, 27 mars 2017 (consulté le 17 juin 2019)
- La Rédaction, « Un réseau national de vol de voitures démantelé », sur La Dépêche de Kabylie, 14 mai 2019 (consulté le 17 juin 2019)